# Gedenkstätte für die KZ-Opfer (Jasenovac)

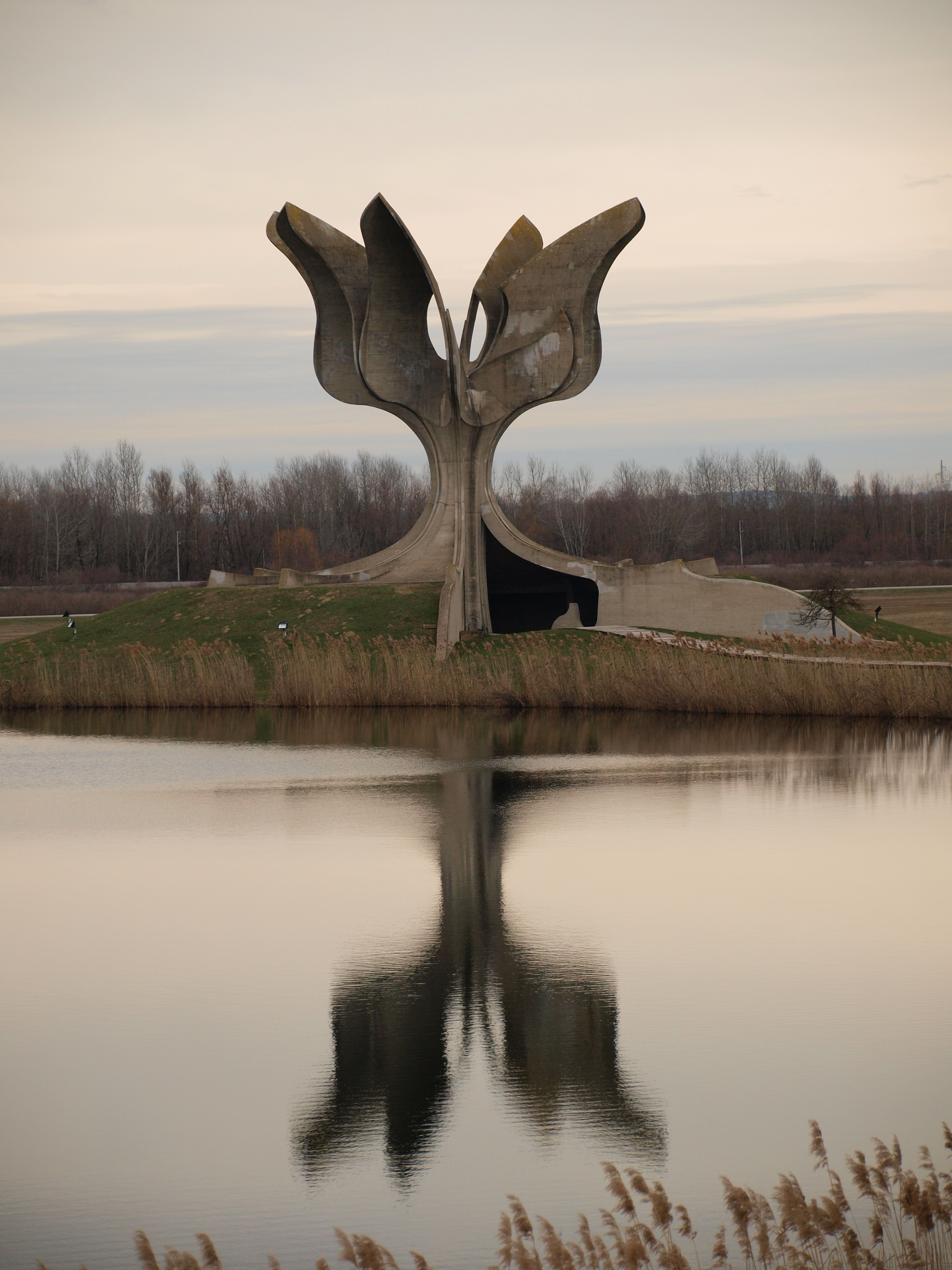
Steinerne Blume (2010)

Die Gedenkstätte für die KZ-Opfer in Jasenovac (Kroatien) ist eine ab 1959 von dem jugoslawischen Architekten und Bildhauer Bogdan Bogdanović entworfene und 1966 fertiggestellte Gedenkstätte in Erinnerung an die Opfer des KZ Jasenovac. Neben dem Dorf Jasenovac am Ufer der Save errichtete die kroatische Ustascha ein Vernichtungslager in dem bis 1945 zehntausende Serben, Juden, Roma und Antifaschisten eingesperrt und hingerichtet wurden. Nachdem das Gelände bis 1959 verfiel und zu diesem Zeitpunkt alle baulichen Überreste bis auf wenige Fundamente nicht mehr existierten, entschied sich Bogdanović für eine Neugestaltung des Geländes. Die Orte der Baracken werden symbolisch durch Erdkrater gekennzeichnet.

## Denkmal
Der ursprüngliche Plan sah eine Anlage aus Wasserkanälen, Erdwällen und Hügeln mit metallenen abstrakten Blumen vor. Bogdanović verwarf diesen Plan jedoch zugunsten eines einzigen 24 Meter hohen Monuments, der sogenannten Steinernen Blume und der Kennzeichnung der Baracken durch Erdkrater. Der Weg, der zum zentralen Monument führt, ist aus den ehemaligen Eisenbahnschwellen des lagereigenen Transportwegs belegt. Das Gewicht der 24 Meter hohen Blume aus Spannbeton ruht auf unterirdischen Franki-Pfählen, die auseinanderlaufenden Streben dienen nur der Windsicherung und ästhetischen Überlegungen. Wie auch bei anderen Projekten arbeitete Bogdanović mit Wasser. In der kleinen Krypta unter dem Denkmal bilden sich bei Regen eine runde Anordnung aus kleinen Wasserlachen.
Im Gegensatz zu vielen anderen Denkmälern aus jugoslawischer Zeit wurde Jasenovac während und nach den Jugoslawienkriegen nicht geschändet oder aufgegeben. An dem Denkmal wird jeweils am Sonntag nach dem Gedenktag, dem 22. April, weiterhin des Häftlingsaufstandes und der Befreiung getrennt gedacht.

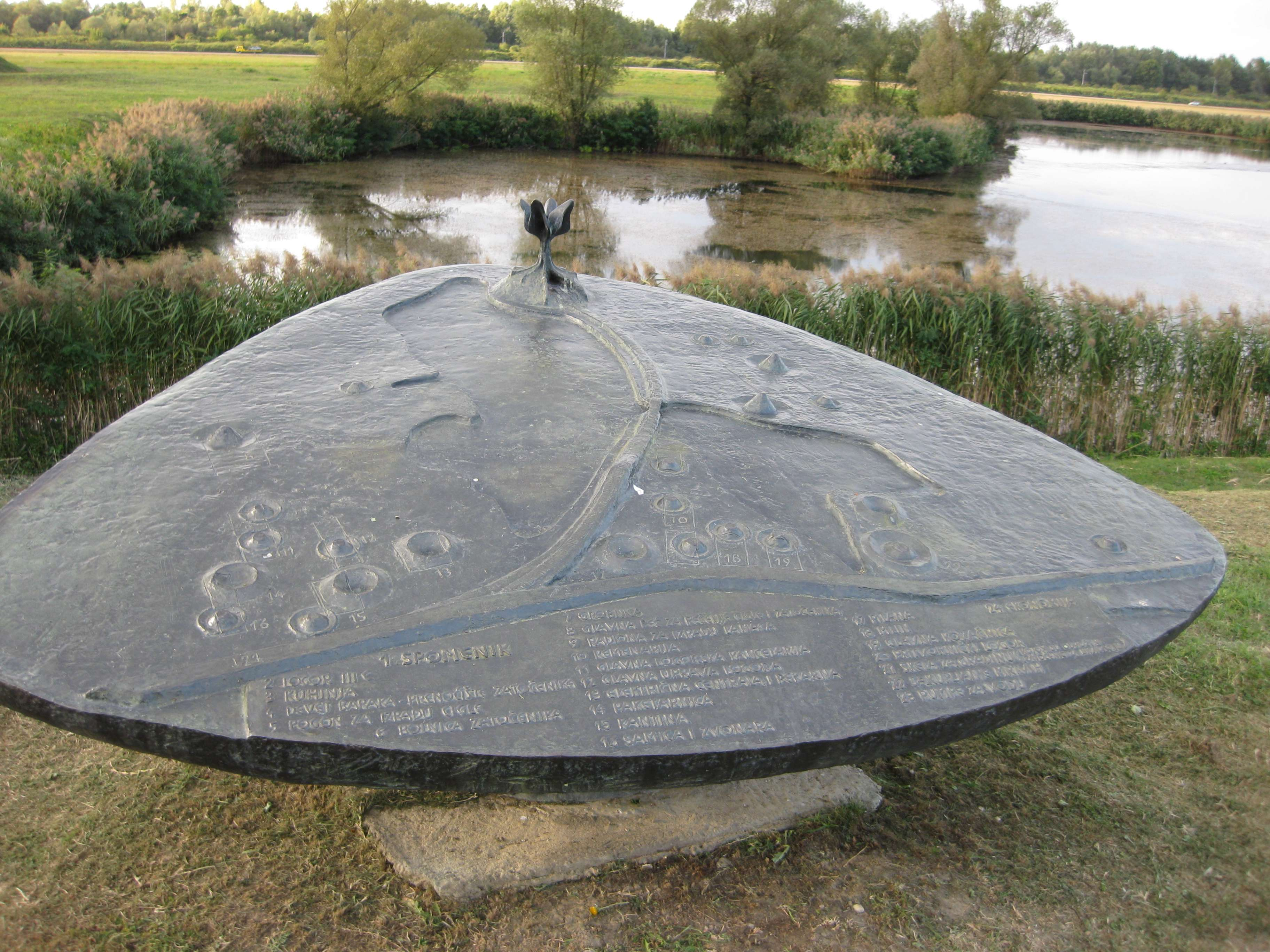
Geländeplan als Relief
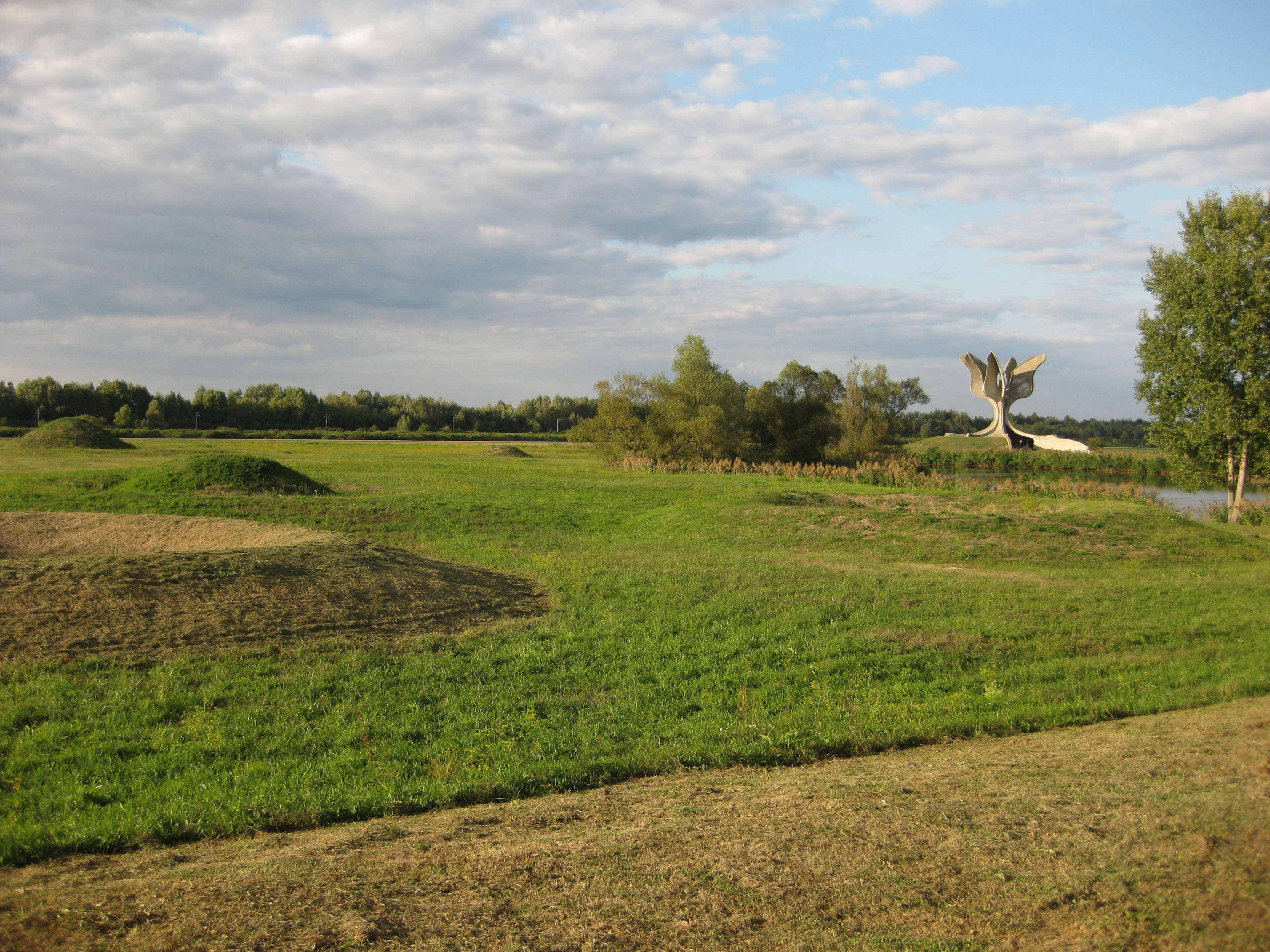
Erdkrater markieren die ehemaligen Baracken

## Museum

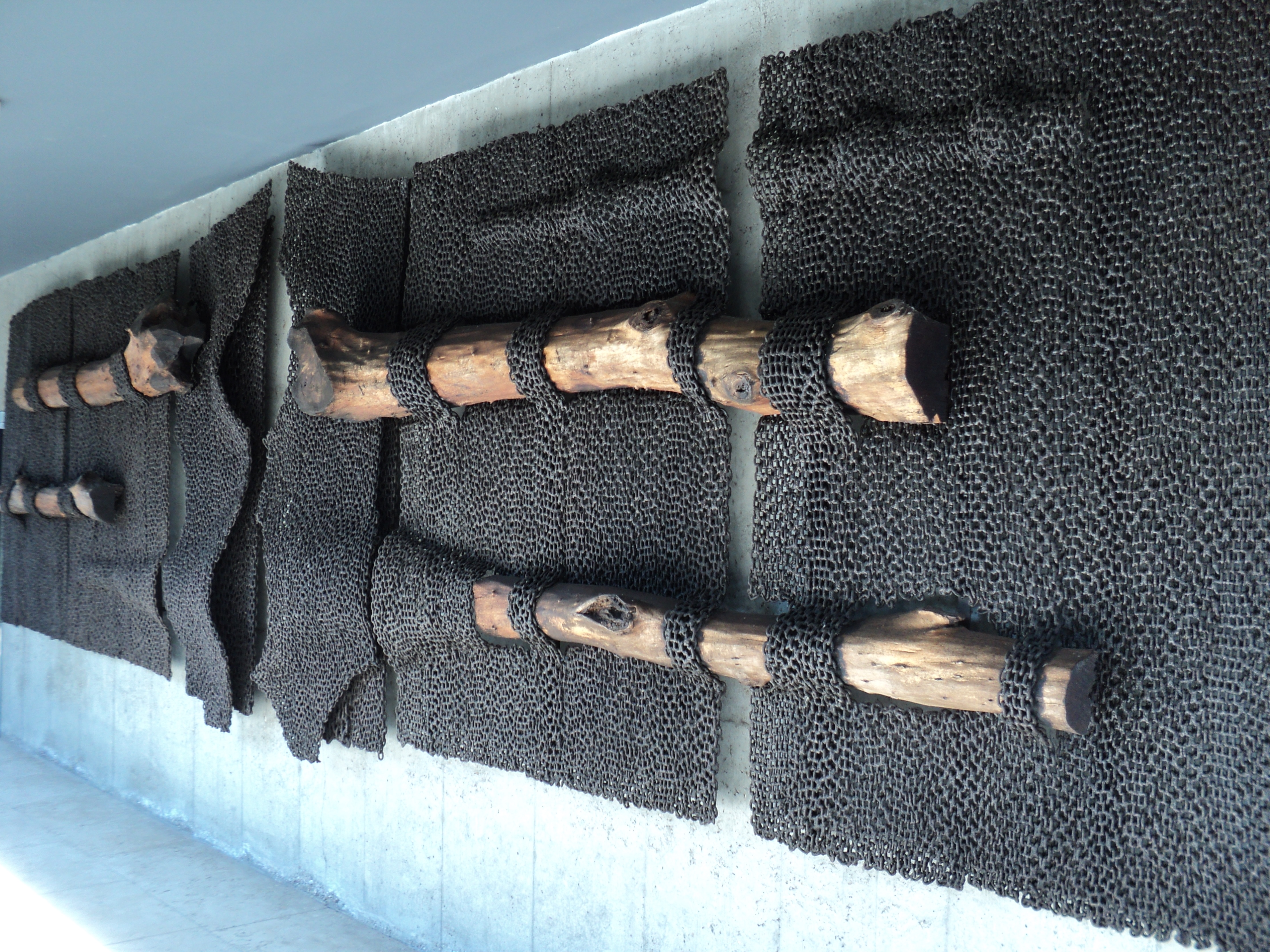
Relief von Dušan Džamonja

Am Eingang der Anlage befindet sich ein Museum und Archiv, welches 1968 eröffnet wurde. Es wurde von dem Architekten Peter Vovk entworfen. In den 1990er Jahren wurden die Bestände aufgrund der Jugoslawienkriege ausgelagert und das Museum stark beschädigt. Das mittlerweile restaurierte Museum ist seit 2006 wieder in Besitz der ursprünglichen Bestände, jedoch wird zugunsten eines Multimedia-Informationsangebotes nur ein kleiner Teil der Exponate gezeigt.
An der Wand des Museums befindet sich ein Relief des jugoslawischen Bildhauers Dušan Džamonja. Ein ähnliches Relief schuf er 1973 für das Museum des Denkmals für die Revolution in Kozara.
Im Jahr 2007 wurde das Gelände mit dem Carlo-Scarpa-Preis für Gärten ausgezeichnet.